# In:vite U
In:vite U è il dodicesimo EP della boy band sudcoreana Pentagon, pubblicato il 24 gennaio 2022.

## Tracce
1. Feelin' Like – 2:47
2. One Shot (한탕) – 3:12
3. The Game – 3:04
4. Call My Name – 3:34
5. Sparkling Night (관람차) – 2:56
6. Bad – 3:25